# Asoka (film)
Pour les articles homonymes, voir Ashoka (homonymie) et Asoka.
Pour plus de détails, voir Fiche technique et Distribution.
Asoka (en hindi : अशोक) (prononcé ashoka) est un film indien de Santosh Sivan sorti en 2001.

## Synopsis
Le film raconte l'ascension romancée d'Asoka (Shahrukh Khan) qui deviendra le plus grand empereur de l'Inde antique, de son amour pour Kaurwaki (Kareena Kapoor), une princesse du Kalinga (aujourd'hui l'Orissa), de la conquête de ce territoire et de sa conversion au bouddhisme devant l'horreur du champ de bataille.

## Fiche technique
Sauf mention contraire, cette fiche technique est établie à partir d'IMDb.
- Titre français : Asoka
- Titre original : अशोक
- Réalisation : Santosh Sivan
- Scénario : Saket Chaudhary, Santosh Sivan
- Direction artistique : Sabu Cyril
- Décors : A. Sreekar Prasad
- Costumes : Manish Malhotra, Anu Vardhan
- Photographie : Santosh Sivan
- Musique : Sandeep Chowta, Anu Malik
- Montage : A. Sreekar Prasad
- Production : Juhi Chawla, Shahrukh Khan
- Sociétés de production[2] :  Arclightz and Films Pvt. Ltd., Dreamz Unlimited
- Sociétés de distribution : First Look International (États-Unis), Metrodome Distribution (Royaume-Uni)
- Budget de production : 130 000 000 de roupies
- Pays d'origine :  Inde
- Langue : Hindi
- Genre : Action,  drame, guerre, historique, romance
- Durée : 171 minutes
- Dates de sorties en salles[3] : 
  -  Inde : 26 octobre 2001
  -  États-Unis : 25 octobre 2001
  -  Royaume-Uni : 26 octobre 2001

## Distribution
- Shahrukh Khan : Asoka[4]
- Kareena Kapoor : Kaurwaki[5]
- Danny Denzongpa : Virat
- Ajith Kumar : Susima
- Hrishitaa Bhatt : Devi, épouse d'Asoka
- Rahul Dev : Bheema
- Suraj Balaje : Arya
- Umesh Mehra : Chandragupta Maurya
- Subhashini Ali : Dharma
- Gerson Da Cunha : Bindusâra

## Musique
Le film comporte 7 chansons dont la musique a été composée par Anu Malik et dont les paroles ont été écrites par Gulzar et Anand Bakshi.
| Titre            | Interprète(s)              |
| ---------------- | -------------------------- |
| Aa Tayyar Ho Jaa | Sunidhi Chauhan            |
| O Re Kanchi      | Shaan, Sunita Rao          |
| Raat Ka Nasha I  | Chitra                     |
| Raat Ka Nasha II | Abhijeet, Chitra           |
| Roshni Se        | Abhijeet, Alka Yagnik      |
| San Sananana     | Alka Yagnik, Hema Sardesai |
| Asoka Theme      | Instrumental               |

## Distinctions

### Récompenses
International Indian Film Academy Awards 2002
- Meilleure photographie : Santosh Sivan

Filmware Awards 2002
- Meilleure photographie : Santosh Sivan